# Peblephaeus ziczac
Peblephaeus ziczac là một loài bọ cánh cứng trong họ Cerambycidae.